# Dipperz
Dipperz es un municipio situado en el distrito de Fulda, en el estado federado de Hesse (Alemania). Su población estimada a finales de 2016 era de 3472 habitantes.
Se encuentra ubicado al este del estado, cerca de las fronteras con los estados de Turingia y Baviera, en la zona del macizo del Rhön.